# Avenida Angamos
La avenida Angamos es una de las principales avenidas de la ciudad de Lima, capital del Perú.  En su recorrido de oeste a este, recorre los distritos de Santiago de Surco, San Isidro, Miraflores, Surquillo y San Borja. En su cruce con la vía expresa Paseo de la República, se encuentra la estación Angamos del Metropolitano. Asimismo, en su intersección con la avenida Aviación, se ubica la estación Angamos de línea 1 del Metro de Lima. 
Está dividida en dos segmentos: Angamos Este, que surge de oeste a este, desde la avenida Arequipa, en el distrito de Miraflores. Y finaliza en el cruce con la avenida Caminos del Inca - Intihuatana, en los distritos de San Borja y Surquillo, en sus límites con el distrito de Santiago de Surco. Siendo este punto, donde el tramo continua con el nombre de avenida Primavera. El otro segmento es Angamos Oeste, que surge este a oeste, desde la avenida Arequipa hasta su final en el parque Contralmirante José Ernesto de Mora, ubicado en el límite de los distritos de Miraflores y San Isidro. En total, termina abarcando 45 cuadras (27 en Angamos Este y 18 en Angamos Oeste). Como se puede apreciar, la avenida Arequipa sirve como punto de división de ambos segmentos. 
La avenida lleva el nombre del lugar donde se llevaría a cabo el Combate Naval de Angamos, durante la Guerra con Chile, el 8 de octubre de 1879. Y en el que perdió la vida Miguel Grau Seminario, almirante de la Marina de Guerra del Perú y principal héroe de ese país.

## Recorrido e Hitos Urbanos
La avenida Angamos es comprendida por dos segmentos, este y oeste, cuyo punto final e inicial es el cruce con la avenida Arequipa, en el distrito de Miraflores.

### Avenida Primavera
Esta es la denominación de la avenida dentro del distrito de Santiago de Surco y una parte del distrito de San Borja, en el cual se encuentra la UPC. Tiene intersecciones con la carretera Panamericana Sur y avenidas importantes como La Encalada y la avenida San Luis.

### Angamos Este
A diferencia del segmento oeste, desde las primeras cuadras de Angamos Este, se adopta un carácter menos residencial y mucho más comercial. En su tercera cuadra, se ubica el hospital III Suárez Angamos de EsSalud. En la cuadra 5, se encuentra el cruce con la avenida Paseo de la República. Tras dicho cruce, la avenida continúa su recorrido en el distrito de Surquillo.

Dentro del distrito de Surquillo, la avenida mantiene su ambiente comercial, no obstante, está rodeado de viviendas en calles cercanas. Las viviendas son mayormente casas pintadas con aspecto "popular" de 2 a 3 pisos, pertenecientes a una población de clase media. Este trecho de la vía se considera de cierto nivel de delincuencia, ya que es una zona de carácter "popular". En la intersección con la avenida Tomás Marsano, está ubicado el centro comercial Open Plaza Angamos, propiedad del grupo Falabella e inaugurado en 2010, cuyas tiendas ancla son Saga Falabella, Tottus y Sodimac. Esta esquina es una de las más congestionadas de la vía.
A unas pocas cuadras del centro comercial, del lado izquierdo, en la avenida Miguel Iglesias, la vía pasa por el distrito de San Borja; sin embargo, sigue habiendo una congestión vehicular al llegar al cruce con la avenida Aviación, ya que es el cruce más importante de toda la vía. Al pasar por el distrito de San Borja, la avenida toma un toque más seguro, mejor gestionado en vía pública, orden y tranquilidad, pues deja a atrás lo "populoso" de su distrito vecino. Aquí se encuentra la residencial Torres de Limatambo, cuyas construcciones residenciales fueron levantadas durante el gobierno de Fernando Belaúnde Terry en la década de los 80. Asimismo, se encuentra el centro comercial Real Plaza Primavera (anteriormente denominado Primavera Park & Plaza), el cual acoge como tiendas ancla a Ripley, Oechsle y Metro. Además, se ubica el Coliseo Eduardo Dibós, sede usual de los partidos de la selección femenina de voleibol del Perú y la selección de baloncesto de Perú, además de conciertos y shows musicales de gira. Todo esto ubicado en el cruce con la avenida Aviación. 
Luego de este cruce, la vía se vuelve eminentemente residencial con preponderancia de viviendas amplias de clase media alta y familias de altos ingresos con una seguridad estable. En este punto, del lado derecho, en el distrito de Surquillo, se ubica el Instituto Nacional de Enfermedades Neoplásicas, más conocido como Hospital de Neoplásicas, principal centro de investigación, tratamiento y cirugía de pacientes con cáncer del Perú.
Finalmente, se encuentra el cruce con las avenidas San Luis e Intihuatana, este punto marca el final de la avenida Angamos Este. Sin embargo, al pasar el cruce de las avenidas San Luis y Caminos del Inca, su trazo es continuado por la avenida Primavera, de tal forma que genera una confusión, ya que son una misma avenida con un trazo homogéneo.

### Angamos Oeste
En su primera cuadra, destaca el local principal del Instituto Cultural Peruano Norteamericano (ICPNA), institución educativa del idioma inglés que además cuenta con un teatro, un auditorio y una galería de arte. Este recorrido de la avenida es de corte residencial apreciable en las construcciones, aunque en los últimos años se han ido construyendo edificios que albergan oficinas.
Tras el cruce con la avenida Arequipa, en la cuadra 4 se ubican la clínica Delgado (inaugurada en 1928, luego reconstruida y reinaugurada en noviembre de 2014) y el acceso a la Huaca Pucllana. El siguiente cruce principal se da con la avenida Comandante Espinar. Tras dicho cruce, se ubica el colegio Inmaculado Corazón, destacando su amplia fachada y pórtico principal que se levantan antes del cruce con la avenida Santa Cruz.
Tras dicho cruce, donde predominan las construcciones en edificios residenciales, la avenida avanza hasta su última cuadra en el parque Contralmirante Mora. En sus últimas cuadras, se ubican tiendas de ropa y salones de belleza como Revlon, Clémentine & Bastièn, Ladomotika, Rotonde, Van Heusen y Specchi, así como la cafetería, panadería y pastelería San Antonio. En este tramo, el tráfico se reduce y sube substancialmente el precio por metro cuadrado de las viviendas. Las últimas cuadras de la avenida, sirven como límite entre los distritos de Miraflores y San Isidro hasta el Parque Mora donde se acaba su recorrido.